# 1600
| 1600               |
| ------------------ |
| Dødsfald - Fødsler |
| • Begivenheder     |

| Gregoriansk kalender | 1600 MDC                |
| Ab urbe condita      | 2353                    |
| Armensk kalender     | 1049 ԹՎ ՌԽԹ             |
| Kinesiske kalender   | 4296 – 4297 己亥 – 庚子 |
| Etiopisk kalender    | 1592 – 1593             |
| Jødisk kalender      | 5360 – 5361             |
| Hindukalendere       |                         |
| - Vikram Samvat      | 1655 – 1656             |
| - Shaka Samvat       | 1522 – 1523             |
| - Kali Yuga          | 4701 – 4702             |
| Iransk kalender      | 978 – 979               |
| Islamisk kalender    | 1009 – 1010             |

Konge i Danmark: Christian 4. 1588-1648
Se også 1600 (tal)

## Begivenheder

### Februar
- 4. februar – Tycho Brahe og Johannes Kepler mødes for første gang i nærheden af Prag
- 5. februar - slaget ved Lekkerbeetje
- 17. februar – I Rom brændes den italienske munk og filosof Giordano Bruno på bålet for kætteri.

### Udateret
- Efter sejren ved Sekigahara sidder Ieyasu Tokugawa urørligt på shogunatet. Dette indleder Tokugawaperioden, som lukkede Japan for fremmede indtil 1868.

## Født
- 17. januar – Pedro Calderón de la Barca, spansk forfatter (død 1681)
- 28. januar – Pave Clemens 9. (død 1669)
- 16. marts – Anders Bille, rigsmarsk
- 19. november – Karl 1. af England, fødes på Dunfermline Castle i Skotland.
- ca. 1600  – Pierre de Carcavi, fransk matematiker

## Dødsfald
- 17. februar – Giordano Bruno, italiensk filosof og digter (født 1548)